# Merlijn (musical)
Merlijn en het mysterie van Koning Arthur is een musicalproductie van Affolter Productions in het seizoen 2005/2006 en ging op 9 oktober 2005 in première in Venlo.

## Verhaal
Wanneer de koning van Engeland op het slagveld wordt vermoord, ontstaat in het land totale chaos en begint de strijd tussen de hogere machten. Zal er een nieuwe troonopvolger komen of zal Albion (het oude Engeland) beheerst worden door de tovenaars. 
Merlijn steekt het machtige zwaard Excalibur in een steen en alleen degene die van koninklijken bloede en puur is, kan het zwaard lostrekken.  Zo moet er een nieuwe koning komen die het land naar betere tijden zal leiden. Dit is de basis van de musical. 
Merlijn leidt de kleine Wart (koning Arthur), een vondeling die wordt opgevoed door ene Lady Elizabeth, op tot koning. Merlijn neemt het kind mee naar het dierenrijk, waarbij macht een zeer grote rol speelt. Hij leert Wart met de dieren te praten, iets wat hij vroeger zelf geleerd heeft. Maar de grote tovenaar voedt niet alleen Wart op, ook moet hij al zijn krachten aanwenden om Mab, de tovenaar van de oude wereld, van zich af te schudden. Mab, de lerares van Merlijn en tegenstander van het christendom, voorziet dat de tovenarij zal verdwijnen als er wederom een christenkoning op de troon zal belanden. Zij doet er alles aan om Merlijn van zijn taak te weerhouden en gaat zelfs zover, dat het leven van Wart in gevaar komt.

## Cast
- Bert Simhoffer -→ Merlijn
- Heddy Lester -→ Mab
- Henk Dikmoet -→ Freak
- Marnix van der Moezel -→ Wart
- Ryan Beekhuizen -→ Wart
- Yoni Serlie -→ Kay
- Arne Leliveld -→ Lijkenpikker, Ober visrestaurant,  Mierendirigent,  Ensemble
- Guy Thièlen -→ Lijkenpikker, Kraai, Ober visrestaurant, Ensemble
- Anouk Bouma -→ Ballerina, Zeemeermin. Mierenkoningin, Ensemble
- Sabine Beens -→ Nachtclubzangeres visrestaurant, Donsje, Ensemble
- Mischa Kiek -→ Koning Pendragon, Ensemble
- Anastasia Bagmeijer -→ Ensemble

Speciale gast vanaf 23 oktober 2005 -→ Nelly Frijda als Koning van de vogels, Lady Elisabeth en Lange Jaap de Snoek (koning van het zoete water) 